# Kenneth Spencer

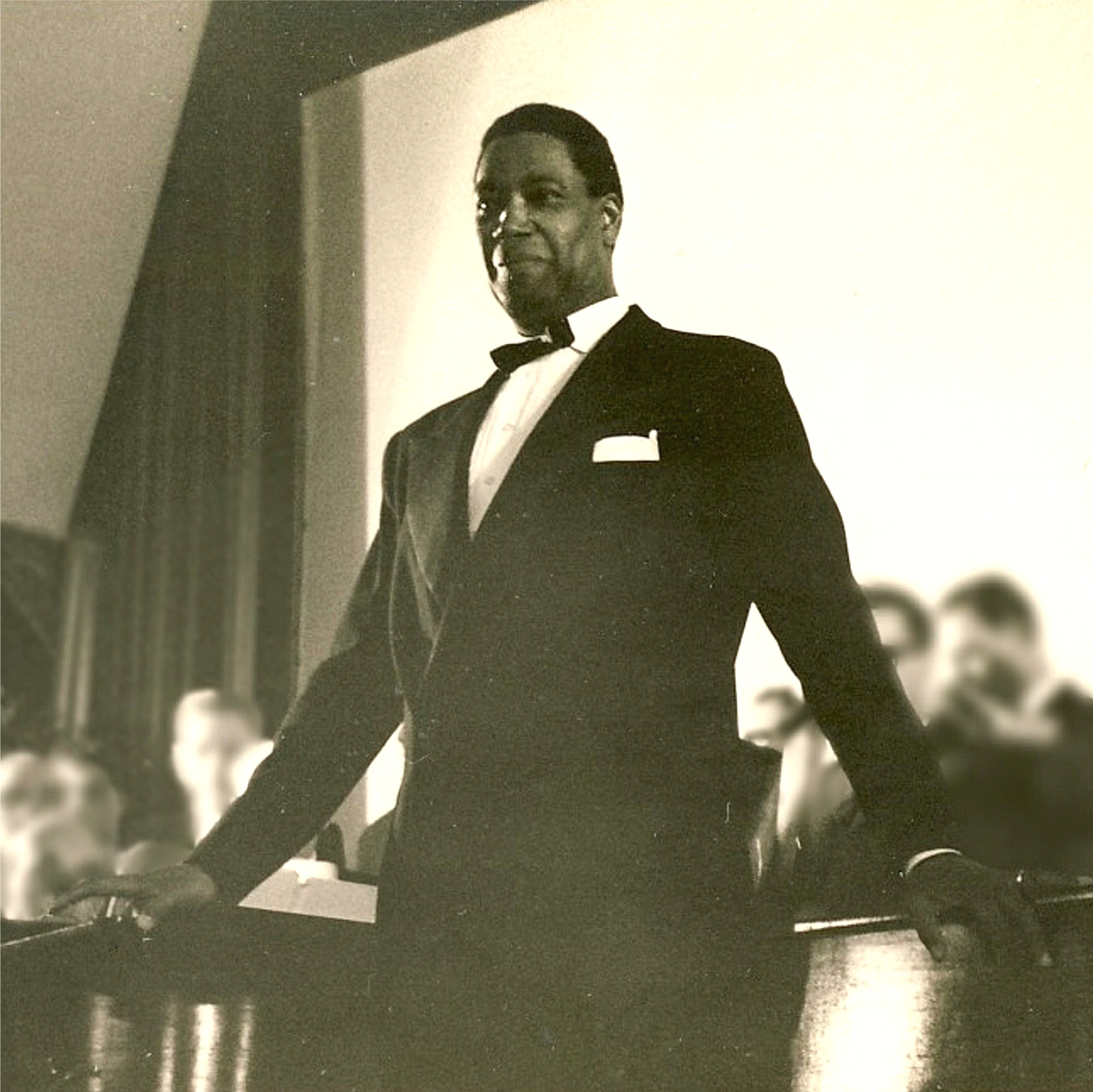
Kenneth Spencer um 1960

Kenneth Lee Spencer (* 25. April 1911 in Los Angeles, Kalifornien; † 25. Februar 1964 in New Orleans, Louisiana) war ein amerikanisch-deutscher Opernsänger (Bass), Schlagersänger und Schauspieler. Zu seinem Geburtsdatum gibt es unterschiedliche Angaben.

## Leben

### Ausbildung und Anfänge
Kenneth Spencer wurde als Sohn eines Stahlarbeiters geboren und machte zunächst eine Lehre als Gärtner. Gegen den Willen seines Vaters studierte er dank eines Stipendiums Musik. Nach Abschluss seines vier Jahre dauernden Gesangsstudiums an der Eastman School of Music in Rochester debütierte er 1931; sein Repertoire reichte vom Spiritual über Opern- und Konzertarien bis zum Kunst- und Volkslied.
Spencer trat als Sänger bei Liederabenden, in Musicals und ab 1943 in Filmrollen auf. Der endgültige künstlerische Durchbruch gelang 1946, als er mit großem Erfolg die Hauptrolle des Schiffsarbeiters „Joe“ in der Neuinszenierung des Musicals Show Boat von Jerome Kern am Broadway in New York spielte und das Lied Ol’ Man River sang.
Trotz seiner Popularität wurde er in den USA immer wieder als Schwarzer diskriminiert und durfte zum Beispiel Hotels nur durch den Hintereingang betreten. Spencer unterstützte durch seine Auftritte Organisationen, die sich für eine Verbesserung der rechtlichen und sozialen Situation der afroamerikanischen Bevölkerung einsetzten, so 1941 zugunsten des „Harlem Committee of the Community Service Society“ und 1946, bereits als etablierter Künstler, bei einer Veranstaltung des National Negro Congress.

### Spencer in Europa
Nach einem Auftritt beim Internationalen Musikfestspiel in Nizza im Jahr 1949 wurde Kenneth Spencer auch in Europa einem breiten Publikum bekannt. Er sang mehrere Jahre beim französischen Rundfunk. Spencer genoss den Aufenthalt in Europa, denn dort erlebte er die Anerkennung als gleichberechtigter Mensch. In Paris lernte er die weiße amerikanische Journalistin Josephine Clarke kennen. Die beiden heirateten jedoch erst, als sie in Europa lebten, da in mehr als der Hälfte der US-Bundesstaaten eine Heirat zwischen einer weißen Frau und einem farbigen Mann damals strafbar war. 1953 wurde Spencer Vater eines Sohnes.
1951 durfte Spencer bei einem Konzert in Tel Aviv keine Lieder von Johannes Brahms und Franz Schubert vortragen, da in Israel der Gebrauch der deutschen Sprache bei Kulturveranstaltungen verboten war.
1954 zog die Familie nach Wuppertal, weil die Spencers dort Freunde hatten. In seiner neuen Heimat erreichte Kenneth Spencer besondere Popularität, da er zahlreiche Auftritte mit bergischen Chören absolvierte; 1956 erwarb er die deutsche Staatsbürgerschaft. Er gab Konzerte in Deutschland, hatte Engagements als Opernsänger (z. B. in Nürnberg als Sarastro in Mozarts Zauberflöte)  und darüber hinaus beim Film (z. B. als Bismarck in Unser Haus in Kamerun, als US-Soldat Josua in Mein Bruder Josua).

### Flugzeugabsturz
1964 reiste Kenneth Spencer ohne seine Familie in die Vereinigten Staaten, um mit einer Konzertreise die National Association for the Advancement of Colored People zu unterstützen. Dabei trat er auch in einer Fernsehshow in  Mexiko-Stadt auf. Beim Rückflug stürzte die Douglas DC-8 der Eastern Air Lines auf dem Eastern-Air-Lines-Flug 304 nach einer Zwischenlandung in New Orleans kurz nach dem Start am 25. Februar 1964 um 02:06 Uhr Ortszeit über dem Lake Pontchartrain im Mündungsgebiet des Mississippi ab. Alle 58 Insassen der Maschine, neben Spencer auch die französische Frauenrechtlerin Marie-Hélène Lefaucheux, wurden getötet. Erst nach Wochen konnten die toten Passagiere, darunter auch Spencer, aus dem Wasser geborgen werden.

## Filmografie
- 1943: Ein Häuschen im Himmel (Cabin in the Sky)
- 1943: Bataan
- 1945: Landung in Salerno (A Walk in the Sun, als Sänger des Soundtracks des Filmes)
- 1951: Les joyeux pélerins
- 1952: Tanzende Sterne
- 1954: An jedem Finger zehn
- 1956: Mein Bruder Josua
- 1957: Gruß und Kuß vom Tegernsee
- 1958: Meine schöne Mama
- 1959: Tausend Sterne leuchten
- 1961: Unser Haus in Kamerun
- 1961: Kaiser Jones (Fernsehfilm, WDR)
- 1987: Ol' Man River – Kenneth Spencer. Dokumentarfilm über Kenneth Spencer (von Enno Hungerland, WDR), Dominikus Probst (Kamera)